# Phân họ Chồn
Phân họ Chồn (danh pháp khoa học: Mustelinae) là một phân họ của họ Chồn, bao gồm chồn, chồn sương và chồn nâu. Trước đây phân họ này được định nghĩa theo cách cận ngành để bao gồm cả chồn sói, chồn mactet và nhiều loài dạng chồn khác, ngoại trừ rái cá (Lutrinae).

## Các loài
Phân họ Mustelinae
- Chi Mustela
  - Triết núi, Mustela altaica
  - Chồn ecmin, Mustela erminea
  - Chồn hôi thảo nguyên, Mustela eversmannii
  - Chồn sương, Mustela furo
  - Chồn ecmin Haida, Mustela haidarum
  - Triết Nhật Bản, Mustela itatsi
  - Triết bụng vàng, Mustela kathiah
  - Chồn nâu châu Âu, Mustela lutreola
  - Chồn núi Indonesia, Mustela lutreolina
  - Chồn sương chân đen, Mustela nigripes
  - Triết bụng trắng, Mustela nivalis
  - Triết Mã Lai, Mustela nudipes
  - Chồn hôi châu Âu, Mustela putorius
  - Chồn ecmin Mỹ, Mustela richardsonii
  - Triết Siberia, Mustela sibirica
  - Triết chỉ lưng, Mustela strigidorsa
- Chi Neovison
  - Triết rừng mưa Amazon, Neogale africana
  - Triết Colombia, Neogale felipei
  - Triết đuôi dài, Neogale frenata
  - Chồn nâu châu Mỹ, Neovison vison
  - † Neovison macrodon